# Растровая анимация
Растровая анимация представляет собой набор растровых изображений, которые при ускоренном последовательном просмотре могут передать движение изображения.

## Начало развития
Первые зачатки компьютерной графики появились ещё во времена первых ЭВМ, построенных на основе матрицы ламп, на которых можно было с помощью программных манипуляций распечатать какое-либо изображение. Пример такого механизма — матричный принтер: В действие головку матричного принтера и сопутствующую оснастку приводит микропроцессорная система управления. Этот же комплекс регулирует функции механизмов перемещения бумаги, роликов и шарнирных элементов.
Однако здесь технология ограничивается внесением в базу данных микропроцессора координат основных точек рисунка. Игра «OXO» — компьютерная игра. Была разработана Александром Сэнди Дугласом как иллюстрация к его докторской диссертации по теме взаимодействия человека и ЭВМ в 1952 году. Здесь впервые были продемонстрированы возможности ЭВМ выводить изображение на дисплей.
В OXO человек играл против компьютера, в зависимости от выбранного символа выставляя крестик или нолик в нужную клетку поля с помощью номеронабирателя, как на телефонах с дисковыми номеронабирателями. Символ и очерёдность хода выбирались игроком перед игрой.
Результаты манипуляций с аппаратом отображались в виде крестиков и ноликов на ЭЛТ-мониторе разрешением 35×16 пикселей.
Игра не получила широкого распространения, так как запускалась она на компьютере EDSAC, который был в Кембриджском университете в единственном экземпляре и использовался он для симуляции комплексов ПВО.

## Развитие в мультипликационной индустрии
В 1968 году под руководством Виктора Минахина и Николая Константинова был снят первый компьютерный мультфильм «Кошечка». Кадры фильма формировались посредством печати символов БЭСМ-4 на бумаге с помощью алфавитно-цифрового печатающего устройства АЦПУ-128, затем их готовил к «плёнке» профессиональный художник-мультипликатор. Движение кошки моделировалось системой дифференциальных уравнений второго порядка. Уравнения выводил Виктор Минахин. Так как добиться выполнения определённых движений от животного было тяжело, в основу уравнений легли его собственные движения: он ходил на четвереньках и отмечал последовательность работы мышц при этом.
Проект в итоге получил незаслуженно мало внимания со стороны публики, вероятно из-за неактуальности и незаинтересованности её в тот момент, и в итоге после короткого всплеска внимания всё стихло и забылось. Сам Константинов говорил в своём интервью: «Хочется, чтобы нашлись люди, которым интересно всё это продолжать. Может быть, я бы тоже в этом участвовал, если бы что-то подобное началось.» (с) Н. Н. Константинов.
Позже похожая аппаратура стала появляться во всём мире, мультфильмы начали рисовать на компьютере, а с появлением интернета начала развиваться авторская мультипликаация.

## Формат для обмена изображениями
Формат GIF был разработан в 1987 году фирмой CompuServe для передачи растровых изображений по сетям. Изначально планировался для более компактного хранения растровых изображений, так как использует формат сжатия LZW. Таким образом хорошо сжимаются изображения, строки которых имеют повторяющиеся участки. В особенности изображения, в которых много пикселей одного цвета по горизонтали. Алгоритм сжатия LZW относится к форматам сжатия без потерь. Это означает, что восстановленные из GIF данные будут в точности соответствовать упакованным. Следует отметить, что это верно только для 8-битных изображений с палитрой, для цветной фотографии потери будут обусловлены переводом её к 256 цветам.
Позже в 1989-м формат был модифицирован, были добавлены поддержка прозрачности и анимации. Тогда это был огромный шаг к популяризации авторской мультипликации. Появился так же термин «синематограф», и как род его деятельности — «оживлённые» фотографии.
Позже появились более продвинутые форматы, такие как «APNG» и «BPG», способные похвастаться более продвинутыми методами сжатия.

## Развитие растровой анимации в играх
Первая игра, которая задействовала микропроцессор, была игра для автоматов «Gun fight» 1975 года, разработанная Томохиро Нишикадо, и выпущенная сначала в Японии компанией «Taito», а затем и в Северной Америке компанией «Midway», где она как раз и была портирована на процессор Intel 8080.
Тема игры включает в себя двух ковбоев Дикого Запада, вооружённых револьверами и возвышающихся на дуэли. Тот, кто стреляет в другого ковбоя, выигрывает дуэль. Игра была включена в «Зал славы» GameSpy в 2002 году.
В 1977 году компания Atari выпустила первую домашнюю консоль «ATARI 2600», которая в своих играх задействовала микропроцессор, в отличие от систем предыдущих поколений, содержащих несколько игр, запрограммированных в виде набора логических элементов, «ATARI 2600» использовала ядро «Stella», которое было настоящим центральным процессором, в качестве которого использовался MOS Technology 6502. Он был связан с чипом памяти и ввода-вывода MOS Technology 6532 а также с видео- и звуковым чипом TIA собственной разработки. Позже благодаря инженеру микросхем Джею Майнеру удалось упростить схемотехнику таким образом, что TIA поместилась в один чип.
В итоге, спустя годы развития игровой и графической индустрии, мы пришли к тому, что имеем сейчас, а именно активную эксплуатацию растровой технологии в производстве двухмерных игр и мультфильмах, и не менее активное прогрессирование более современных трёхмерных технологий, позволяющие нам глубже ощутить иную реальность.